# 電晶體計算機

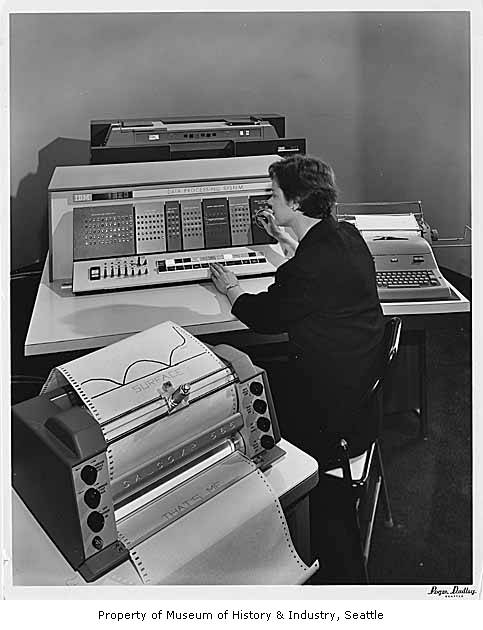
IBM 1620

電晶體計算機，现在通常称为第二代计算机，是一种使用離散電晶體取代真空管的计算机。第一代电子计算机所使用的真空管会产生大量热量，且体积庞大不可靠。第二代计算机出現在1950年代末及1960年代，其电路板都装有独立的電晶體和磁芯記憶體。这些机器一直到1960年代末以前都是主流设计，此後積體電路出現，引領了第三代計算機的發展。

## 历史
曼彻斯特大学的实验型「曼徹斯特大學電晶體電腦」于1953年11月啟用，人们普遍认为它是世界上第一台投入運作的電晶體计算机。「曼徹斯特大學電晶體電腦」有两种版本，一种是于1953年投入運作的原型機，另一种是于1955年4月投入使用的完整版。1953年版本的机器由STC制造，帶有92个點接觸電晶體和550个二極管，其計算機字（machine word）為48位。1955年版本的机器总共有200个点接触電晶體和1300个点二極體，其功耗为150瓦。早期幾批電晶體可靠性十分不足，1955年的平均无错误运行时间仅为1.5小时。另外，该计算机在其時脈產生器中也使用了少量的真空管，因此它不是第一台完全電晶體化的计算机。
完整版電晶體计算机的设计随后被曼彻斯特的大都會威格士公司（Metropolitan-Vickers）采用，該公司修改了所有电路，改用更可靠的双极性晶体管。其產品版本称作Metrovick 950，造于1956年，共生产了六台或七台，這些計算機“在公司内商用”或是“供內部使用為主”。

### 其他早期机器

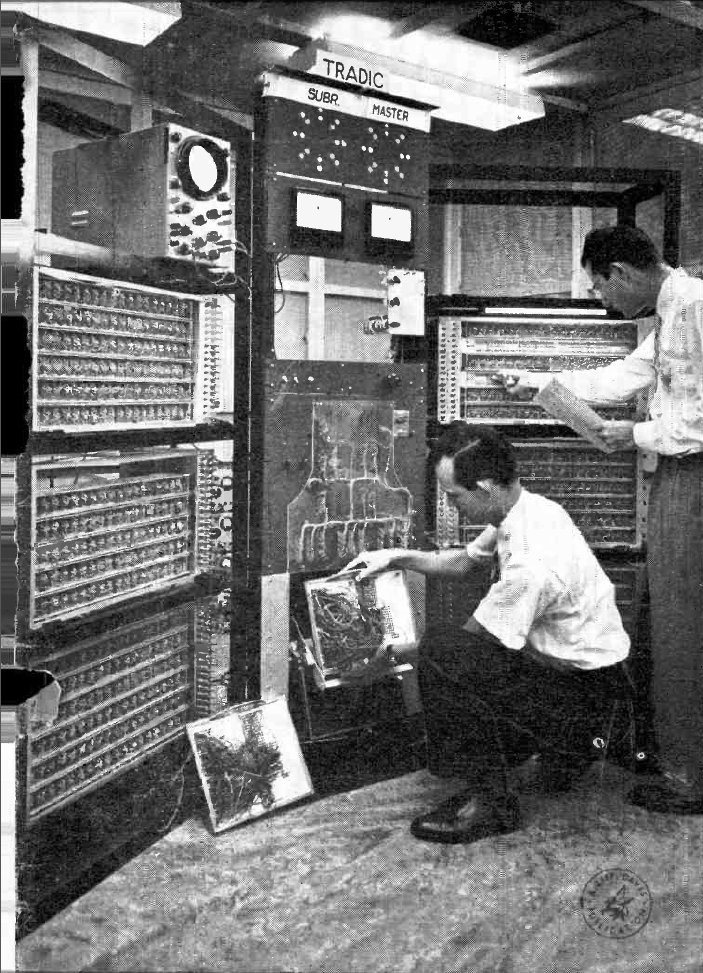
TRADIC

在1950年代中期，出现了一系列类似的机器。其中包括完成於1954年1月的贝尔实验室的TRADIC，该机器采用了一个大功率输出的真空管放大器來供應其1MHz時脈的功率。
第一台完全電晶體化的计算机是Harwell CADET或是IBM 604的原型機。Harwell CADET于1955年2月啟用，但它只能以58kHz的速度緩慢運作。寶萊公司（Burroughs Corporation）則声称，其于1957年6月交付给美国空军，位于卡纳维拉尔角导弹靶场的SM-65 宇宙神（Atlas）洲際彈道飛彈/ THOR ABLE導航计算机（MOD 1）才是“世界上第一台可操作的電晶體计算机”。MIT的林肯實驗室也于1956年开始开发電晶體计算机「TX-0」。
還有許多的電晶體计算机也开始在日本（ETL Mark III，1956年7月）、加拿大（ DRTE计算机，1957年）和奥地利（Mailüfterl，1958年5月）运行，這些分別是亞洲、加拿大和歐洲的第一台電晶體計算机。

## 首款商用全電晶體計算機
1955年4月，IBM發表了IBM 608電晶體計算機，该計算機于1957年12月首次发货。 因此，IBM和一些历史学家认为IBM 608是第一款商业化的全固态计算机。 在開發608之前是604全電晶體版本的实验原型機，在1954年10月建造和展示，但未商业化。

## 早期的商用全電晶體化大型计算机
飛歌公司（Philco）的Transac型号「S-1000科学计算机」和「S-2000电子資料處理计算机」是早期商业生产的大型全電晶體计算机，它们于1957年发布，但直到1958年秋天以後才發售。飛歌的计算机名称“ Transac”表示電晶體自动计算机。这两种飛歌计算机型号都在其电路设计中使用了表面位障電晶體（surface-barrier transistor），这是世界上第一个用于高速计算机的高频電晶體。 表面位障電晶體由飛歌公司在1953年开发。
1958年，RCA推出了第一台全電晶體計算機「RCA 501」。
在義大利，好利獲得的第一台商用全電晶體计算机是「Olivetti Elea 9003」，自1959年起开始销售。

### IBM公司
在20世纪資料處理行業中大多處於主導地位的IBM，于1958年推出了其第一台商用電晶體计算机，即十进制机器IBM 7070。 随后在1959年推出了36位元科学机器IBM 7090、大受欢迎的IBM 1401（设计來取代打孔卡制表机）以及桌上型的IBM 1620 （可变长度十进制机器）。IBM 7000和IBM 1400系列在這些設計上包括許多變體，有著不同的資料格式、指令集，甚至不同的字符編碼，但都使用同一系列的電子模塊「IBM標準模塊系統（SMS）」來建造

### DEC
TX-0的开发人员于1957年成立了DEC（數位設備公司），並从一开始就採用電晶體化的設計，早期的DEC产品包括PDP-1、PDP-6、PDP-7和早期的PDP-8s，而其中PDP-8s開啟了微電腦革命。自1968年的PDP-8I 開始，后来的PDP-8型号使用了積體电路的技術，成为了第三代计算机。

### System/360和混合电路
1964年，IBM宣布推出System/360，这是涵盖了广泛功能和价格，且具有统一架構的计算机的集合，用以取代早前的计算机。IBM不愿在1960年代初未成熟的單片積體電路（Monolithic IC）技术上冒風險，而是使用IBM固態邏輯技術 （SLT）模块建造了S / 360系列。SLT可以將數個獨立的電晶體及二極體與沉積電阻（deposited resistors）及內聯線結構（interconnections）封装在半平方英寸的模块中，这大致與早期IBM标准模块化系统卡的逻辑等效，但与單片積體電路製程不同，SLT模块中的二極體和電晶體被獨立放置，并連接在每个模块元件的末端。

## 学校和业余爱好者
第一代計算機基本上是學校及希望建造專屬計算機的業餘愛好者無法企及，主要是因為建造計算機需要大量真空管，導致成本過高（雖然可承擔繼電器計算機計畫的成本）。第四代（VLSI）基本上也遙不可及，因為大部分的設計工作都在積體電路封裝內（雖然後來也消除了這個障礙）。因此最適合由學校和業餘愛好者承擔的計算機，也許是第二代計算機（電晶體）和第三代計算機（小型積體電路，SSI，英文全名為Small Scale Integration）的設計。